# Coteaux Calcaires du Sancerrois
Coteaux Calcaires du Sancerrois este o arie protejată (sit de importanță comunitară — SCI) din Franța întinsă pe o suprafață de 195 ha, integral pe uscat.

## Localizare
Centrul sitului Coteaux Calcaires du Sancerrois este situat la coordonatele 47°15′56″N 2°44′35″E / 47.26557°N 2.7431°E.

## Înființare
Situl Coteaux Calcaires du Sancerrois a fost declarat arie specială de conservare în baza directivei 92/43 din 1992 referitoare la conservarea habitatelor naturale și a faunei și florei sălbatice pentru a proteja 14 specii de animale.

## Biodiversitate
Situată în ecoregiunea atlantică, aria protejată conține 8 habitate naturale: Pajiști uscate seminaturale și facies de acoperire cu tufișuri pe substraturi calcaroase (Festuco-Brometalia) (* situri importante pentru orhidee), Pajiști calcaroase din nisipuri xerice, Păduri aluvionare cu Alnus glutinosa și Fraxinus excelsior (Alno-Padion, Alnion incanae, Salicion albae), Fânețe de joasă altitudine (Alopecurus pratensis, Sanguisorba officinalis), Formațiuni de Juniperus communis pe lande sau pajiști calcaroase, Păduri de fag acidofile atlantice, cu subarboret de Ilex și, uneori, de asemenea, Taxus, la nivelul arbuștilor (Quercion robori-petraeae sau Ilici-Fagenion), Păduri de fag Asperulo-Fagetum, Peșteri inaccesibile publicului.
La baza desemnării sitului se află mai multe specii protejate:
- amfibieni (1): izvoraș-cu-burta-galbenă (Bombina variegata)
- mamifere (6): liliac cârn (Barbastella barbastellus), liliac cu urechi mari (Myotis bechsteinii), liliac cărămiziu (Myotis emarginatus), liliac comun (Myotis myotis), liliacul mare cu potcoavă (Rhinolophus ferrumequinum), liliacul mic cu potcoavă (Rhinolophus hipposideros)
- nevertebrate (4): Austropotamobius pallipes, Coenagrion mercuriale, fluturele auriu (Euphydryas aurinia), Euplagia quadripunctaria
- pești (3): zglăvoacă (Cottus gobio), Cottus perifretum, cicar (Lampetra planeri)

Pe lângă speciile protejate, pe teritoriul sitului au mai fost identificate 29 de specii de plante, 2 specii de nevertebrate.